# Geoffrey Harrison
Geoffrey Wedgwood Harrison (18 juillet 1908 - 12 avril 1990) est un diplomate britannique, qui est ambassadeur du Royaume-Uni au Brésil, en Iran et en Union soviétique. Le mandat de Harrison à Moscou prend fin en 1968, lorsqu'il est rappelé à Londres après avoir admis au ministère des Affaires étrangères qu'il a eu une liaison avec sa femme de chambre russe, révélée plus tard comme une opération de « piège à miel » du KGB  .

## Jeunesse et éducation
Harrison est né à Southsea, Hampshire, fils de Thomas Edmund Harrison, commandant de la Royal Navy, et Maud Winifred Godman. Il fait ses études au Winchester College dans le Hampshire, puis au King's College de Cambridge. Il rejoint le ministère des Affaires étrangères en 1932 et est affecté au Japon et en Allemagne avant le déclenchement de la Seconde Guerre mondiale . Le 2 juillet 1935, il épouse Amy Katherine Clive (la fille de Sir Robert Clive, l'ambassadeur britannique au Japon) à l'ambassade de Tokyo.

## Carrière diplomatique
En octobre 1932, Harrison est nommé troisième secrétaire dans le service diplomatique et en octobre 1937, il est promu au deuxième secrétaire. En juillet 1942, il est premier secrétaire par intérim.
En tant que diplomate junior au ministère des Affaires étrangères, Harrison rédige un mémorandum, «L'avenir de l'Autriche», qui contribue au retour de l'Autriche comme État indépendant. Harrison contribue au projet de déclaration britannique sur l'Autriche pour la Déclaration de Moscou de 1943 .
Il est également le principal rédacteur de l'article XII de l'Accord de Potsdam, qui concerne l'expulsion des Allemands de souche d'Europe centrale et orientale après la guerre mondiale .
Le 1er octobre 1956, Harrison obtient son premier poste d'ambassadeur, au Brésil. Le 3 novembre 1958, il est transféré à Téhéran en tant qu'ambassadeur en Iran. Entre 1963 et 1965, Harrison est basé à Londres en tant que sous-secrétaire d'État adjoint au ministère des Affaires étrangères .
Le 27 août 1965, Harrison est nommé ambassadeur en Union soviétique. En 1968, il s'engage dans une brève liaison avec une femme de chambre russe qui travaille à l'ambassade britannique. Harrison se souvient de ne pas avoir demandé ou de ne pas savoir si elle travaillait pour le KGB, mais il dit qu'il est supposé que chaque employé soviétique de l'ambassade travaille ou est un agent des services secrets soviétiques. Lorsque des problèmes de sécurité surgissent au sujet de l'occupation soviétique de la Tchécoslovaquie et qu'on lui a envoyé des photographies incriminantes prises par le KGB  Harrison informe le ministère des Affaires étrangères de son indiscrétion, qui met immédiatement fin à son engagement et le rappelle en Grande-Bretagne. Harrison révèle l'affaire au journal The Sunday Times en 1981.
Le journaliste et auteur John Miller, qui faisait partie du corps de presse britannique en Union soviétique au moment de l'ambassade de Harrison, révèle plus de détails sur l'affaire dans ses mémoires All Them Cornfields and Ballet in the Evenings : Miller nomme la femme de chambre avec qui Harrison est impliqué, Galya Ivanov et déclare qu'un contact russe lui a dit qu'elle n'était pas seulement un agent du KGB, mais aussi la sœur d'Eugene Ivanov, l'attaché naval soviétique en Grande-Bretagne impliqué dans l'affaire Profumo .
Harrison est nommé Chevalier Commandeur de l'Ordre de St Michael et St George (KCMG) dans les honneurs du Nouvel An de 1955. À l'occasion de l'anniversaire de la reine en 1968, il devient Chevalier Grand-Croix de l'Ordre (GCMG). Le 6 mars 1961, Harrison est nommé Chevalier Commandeur de l'Ordre royal de Victoria (KCVO).